# National Motor Carriage Syndicate
National Motor Carriage Syndicate Ltd. war ein britischer Hersteller von Automobilen und Motoren.

## Unternehmensgeschichte
Das Unternehmen aus London begann 1899 mit der Produktion von Automobilen. Der Markenname lautete Joel, benannt nach dem Konstrukteur Henry F. Joel. Etwa 1902 endete die Produktion.

## Fahrzeuge

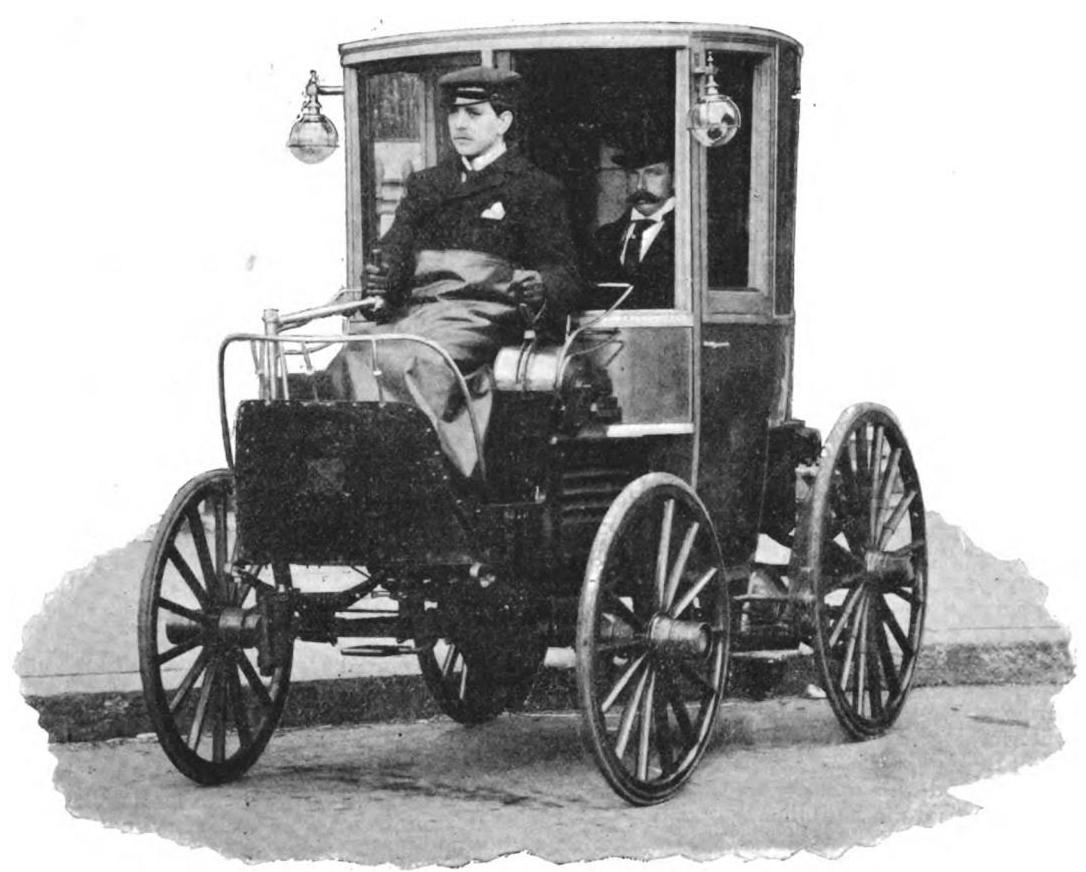
Joel Electrical Motor-Carriage (1899)

Im Angebot standen Elektroautos. Zwei Elektromotoren mit jeweils 2 PS Leistung trieben über Ketten jeweils ein Hinterrad an. Die Motoren gaben je nach Geschwindigkeitswunsch 150, 300 oder 600 Umdrehungen ab, die für den Antrieb übersetzt wurden. Je zwei Batteriekästen mit je zehn Batteriezellen war unter der vorderen und hinteren Sitzbank platziert. Eine Zelle wog 22 lbs. (10 kg). Bei einem normalen Entladestrom von 20 Ampere betrug die Kapazität 120 Amperestunden.
Zur Wahl standen geschlossene Karosserien sowie ein offener Zweisitzer namens Brighton, dessen Reichweite von rund 90 km es ermöglichte, ohne Nachladen der Batterien von London nach Brighton zu fahren.

## Motorenlieferungen
Suffield & Brown aus Willesden bezog Elektromotoren.